# Eleições parlamentares europeias de 1989 no distrito da Guarda
| Eleições parlamentares europeias de 1989 Distritos: Aveiro \| Beja \| Braga \| Bragança \| Castelo Branco \| Coimbra \| Évora \| Faro \| Guarda \| Leiria \| Lisboa \| Portalegre \| Porto \| Santarém \| Setúbal \| Viana do Castelo \| Vila Real \| Viseu \| Açores \| Madeira \| Estrangeiro |

## Resultados por concelho
Os resultados nos concelhos do Distrito da Guarda foram os seguintes:

### Aguiar da Beira
| Partido                 | Partido                     | Votos | %               | +/-   |
| ----------------------- | --------------------------- | ----- | --------------- | ----- |
|                         | Partido Social Democrata    | 1 231 | 47,53 / 100,00  | 7,25  |
|                         | Centro Democrático Social   | 781   | 30,15 / 100,00  | 3,28  |
|                         | Partido Socialista          | 327   | 12,63 / 100,00  | 5,57  |
|                         | Outros (com menos de 1,00%) | 128   | 4,95 / 100,00   |       |
| Votos Inválidos         | Votos Inválidos             | 123   | 4,75 / 100,00   | 0,90  |
| Total                   | Total                       | 2 590 | 100,00 / 100,00 |       |
| Eleitorado/Participação | Eleitorado/Participação     | 5 896 | 43,93 / 100,00  | 24,97 |

### Almeida
| Partido                 | Partido                         | Votos | %               | +/-   |
| ----------------------- | ------------------------------- | ----- | --------------- | ----- |
|                         | Partido Social Democrata        | 1 844 | 36,96 / 100,00  | 16,31 |
|                         | Centro Democrático Social       | 1 371 | 27,48 / 100,00  | 6,06  |
|                         | Partido Socialista              | 1 129 | 22,63 / 100,00  | 7,21  |
|                         | Coligação Democrática Unitária  | 120   | 2,41 / 100,00   | 0,51  |
|                         | Partido Popular Monárquico      | 70    | 1,40 / 100,00   | 0,72  |
|                         | Partido da Democracia Cristã    | 64    | 1,28 / 100,00   | 0,61  |
|                         | Movimento Democrático Português | 54    | 1,08 / 100,00   | 0,69  |
|                         | Outros (com menos de 1,00%)     | 124   | 2,48 / 100,00   |       |
| Votos Inválidos         | Votos Inválidos                 | 213   | 4,27 / 100,00   | 0,16  |
| Total                   | Total                           | 4 989 | 100,00 / 100,00 |       |
| Eleitorado/Participação | Eleitorado/Participação         | 9 310 | 53,59 / 100,00  | 19,72 |

### Celorico da Beira
| Partido                 | Partido                        | Votos | %               | +/-   |
| ----------------------- | ------------------------------ | ----- | --------------- | ----- |
|                         | Partido Social Democrata       | 2 008 | 46,60 / 100,00  | 5,88  |
|                         | Partido Socialista             | 944   | 21,91 / 100,00  | 4,62  |
|                         | Centro Democrático Social      | 795   | 18,45 / 100,00  | 0,67  |
|                         | Coligação Democrática Unitária | 150   | 3,48 / 100,00   | 1,00  |
|                         | Partido da Democracia Cristã   | 51    | 1,18 / 100,00   | 0,22  |
|                         | Partido Popular Monárquico     | 44    | 1,02 / 100,00   | 0,10  |
|                         | Outros (com menos de 1,00%)    | 132   | 3,06 / 100,00   |       |
| Votos Inválidos         | Votos Inválidos                | 185   | 4,29 / 100,00   | 0,34  |
| Total                   | Total                          | 4 309 | 100,00 / 100,00 |       |
| Eleitorado/Participação | Eleitorado/Participação        | 8 398 | 51,31 / 100,00  | 16,22 |

### Figueira de Castelo Rodrigo
| Partido                 | Partido                        | Votos | %               | +/-   |
| ----------------------- | ------------------------------ | ----- | --------------- | ----- |
|                         | Partido Social Democrata       | 1 928 | 48,31 / 100,00  | 14,95 |
|                         | Partido Socialista             | 964   | 24,15 / 100,00  | 8,72  |
|                         | Centro Democrático Social      | 637   | 15,96 / 100,00  | 4,54  |
|                         | Coligação Democrática Unitária | 91    | 2,28 / 100,00   | 0,57  |
|                         | Partido da Democracia Cristã   | 55    | 1,38 / 100,00   | 0,17  |
|                         | Partido Popular Monárquico     | 51    | 1,28 / 100,00   | 0,66  |
|                         | Outros (com menos de 1,00%)    | 128   | 3,21 / 100,00   |       |
| Votos Inválidos         | Votos Inválidos                | 137   | 3,43 / 100,00   | 0,51  |
| Total                   | Total                          | 3 991 | 100,00 / 100,00 |       |
| Eleitorado/Participação | Eleitorado/Participação        | 7 412 | 53,85 / 100,00  | 5,54  |

### Fornos de Algodres
| Partido                 | Partido                         | Votos | %               | +/-   |
| ----------------------- | ------------------------------- | ----- | --------------- | ----- |
|                         | Partido Social Democrata        | 1 421 | 45,20 / 100,00  | 3,95  |
|                         | Partido Socialista              | 699   | 22,23 / 100,00  | 5,53  |
|                         | Centro Democrático Social       | 655   | 20,83 / 100,00  | 1,02  |
|                         | Coligação Democrática Unitária  | 83    | 2,64 / 100,00   | 0,85  |
|                         | Partido da Democracia Cristã    | 56    | 1,78 / 100,00   | 2,07  |
|                         | Movimento Democrático Português | 32    | 1,02 / 100,00   | 0,77  |
|                         | Outros (com menos de 1,00%)     | 79    | 2,51 / 100,00   |       |
| Votos Inválidos         | Votos Inválidos                 | 119   | 3,78 / 100,00   | 1,34  |
| Total                   | Total                           | 3 144 | 100,00 / 100,00 |       |
| Eleitorado/Participação | Eleitorado/Participação         | 5 577 | 56,37 / 100,00  | 18,24 |

### Gouveia
| Partido                 | Partido                         | Votos  | %               | +/-   |
| ----------------------- | ------------------------------- | ------ | --------------- | ----- |
|                         | Partido Social Democrata        | 3 166  | 38,52 / 100,00  | 4,77  |
|                         | Partido Socialista              | 2 682  | 32,63 / 100,00  | 2,89  |
|                         | Centro Democrático Social       | 1 106  | 13,46 / 100,00  | 0,69  |
|                         | Coligação Democrática Unitária  | 512    | 6,23 / 100,00   | 1,73  |
|                         | Partido Popular Monárquico      | 88     | 1,07 / 100,00   | 0,06  |
|                         | Movimento Democrático Português | 87     | 1,06 / 100,00   | 0,90  |
|                         | Partido da Democracia Cristã    | 87     | 1,06 / 100,00   | 0,59  |
|                         | Outros (com menos de 1,00%)     | 168    | 2,04 / 100,00   |       |
| Votos Inválidos         | Votos Inválidos                 | 323    | 3,93 / 100,00   | 0,29  |
| Total                   | Total                           | 8 219  | 100,00 / 100,00 |       |
| Eleitorado/Participação | Eleitorado/Participação         | 16 287 | 50,46 / 100,00  | 18,36 |

### Guarda
| Partido                 | Partido                        | Votos  | %               | +/-   |
| ----------------------- | ------------------------------ | ------ | --------------- | ----- |
|                         | Partido Socialista             | 7 818  | 40,47 / 100,00  | 11,99 |
|                         | Partido Social Democrata       | 5 367  | 27,79 / 100,00  | 11,28 |
|                         | Centro Democrático Social      | 3 361  | 17,40 / 100,00  | 1,90  |
|                         | Coligação Democrática Unitária | 855    | 4,43 / 100,00   | 1,21  |
|                         | Partido Popular Monárquico     | 252    | 1,30 / 100,00   | 0,13  |
|                         | Partido da Democracia Cristã   | 208    | 1,08 / 100,00   | 0,29  |
|                         | Outros (com menos de 1,00%)    | 616    | 3,19 / 100,00   |       |
| Votos Inválidos         | Votos Inválidos                | 839    | 4,34 / 100,00   | 0,58  |
| Total                   | Total                          | 19 316 | 100,00 / 100,00 |       |
| Eleitorado/Participação | Eleitorado/Participação        | 34 768 | 55,56 / 100,00  | 15,98 |

### Manteigas
| Partido                 | Partido                        | Votos | %               | +/-   |
| ----------------------- | ------------------------------ | ----- | --------------- | ----- |
|                         | Partido Socialista             | 667   | 36,13 / 100,00  | 6,15  |
|                         | Partido Social Democrata       | 399   | 21,61 / 100,00  | 4,32  |
|                         | Centro Democrático Social      | 343   | 18,58 / 100,00  | 4,48  |
|                         | Coligação Democrática Unitária | 239   | 12,95 / 100,00  | 2,97  |
|                         | Partido da Democracia Cristã   | 39    | 2,11 / 100,00   | 1,76  |
|                         | Partido Popular Monárquico     | 20    | 1,08 / 100,00   | 0,61  |
|                         | Outros (com menos de 1,00%)    | 51    | 2,76 / 100,00   |       |
| Votos Inválidos         | Votos Inválidos                | 88    | 4,77 / 100,00   | 1,90  |
| Total                   | Total                          | 1 846 | 100,00 / 100,00 |       |
| Eleitorado/Participação | Eleitorado/Participação        | 3 663 | 50,40 / 100,00  | 21,07 |

### Mêda
| Partido                 | Partido                        | Votos | %               | +/-   |
| ----------------------- | ------------------------------ | ----- | --------------- | ----- |
|                         | Partido Social Democrata       | 1 724 | 49,23 / 100,00  | 1,57  |
|                         | Centro Democrático Social      | 772   | 22,04 / 100,00  | 5,38  |
|                         | Partido Socialista             | 616   | 17,59 / 100,00  | 5,09  |
|                         | Coligação Democrática Unitária | 75    | 2,14 / 100,00   | 0,36  |
|                         | Partido da Democracia Cristã   | 39    | 1,11 / 100,00   | 0,07  |
|                         | Outros (com menos de 1,00%)    | 133   | 3,80 / 100,00   |       |
| Votos Inválidos         | Votos Inválidos                | 143   | 4,08 / 100,00   | 0,44  |
| Total                   | Total                          | 3 502 | 100,00 / 100,00 |       |
| Eleitorado/Participação | Eleitorado/Participação        | 6 916 | 50,64 / 100,00  | 16,70 |

### Pinhel
| Partido                 | Partido                        | Votos  | %               | +/-   |
| ----------------------- | ------------------------------ | ------ | --------------- | ----- |
|                         | Partido Social Democrata       | 2 635  | 47,64 / 100,00  | 9,68  |
|                         | Partido Socialista             | 1 115  | 20,16 / 100,00  | 4,67  |
|                         | Centro Democrático Social      | 1 115  | 20,16 / 100,00  | 3,39  |
|                         | Coligação Democrática Unitária | 180    | 3,25 / 100,00   | 0,55  |
|                         | Outros (com menos de 1,00%)    | 246    | 4,45 / 100,00   |       |
| Votos Inválidos         | Votos Inválidos                | 240    | 4,34 / 100,00   | 1,32  |
| Total                   | Total                          | 5 531  | 100,00 / 100,00 |       |
| Eleitorado/Participação | Eleitorado/Participação        | 11 732 | 47,14 / 100,00  | 18,72 |

### Sabugal
| Partido                 | Partido                        | Votos  | %               | +/-   |
| ----------------------- | ------------------------------ | ------ | --------------- | ----- |
|                         | Partido Social Democrata       | 3 442  | 41,90 / 100,00  | 11,66 |
|                         | Centro Democrático Social      | 1 940  | 23,62 / 100,00  | 2,39  |
|                         | Partido Socialista             | 1 825  | 22,22 / 100,00  | 7,93  |
|                         | Coligação Democrática Unitária | 167    | 2,03 / 100,00   | 0,45  |
|                         | Partido da Democracia Cristã   | 93     | 1,13 / 100,00   | 0,13  |
|                         | Outros (com menos de 1,00%)    | 363    | 4,41 / 100,00   |       |
| Votos Inválidos         | Votos Inválidos                | 385    | 4,69 / 100,00   | 0,30  |
| Total                   | Total                          | 8 215  | 100,00 / 100,00 |       |
| Eleitorado/Participação | Eleitorado/Participação        | 17 043 | 48,20 / 100,00  | 19,14 |

### Seia
| Partido                 | Partido                        | Votos  | %               | +/-   |
| ----------------------- | ------------------------------ | ------ | --------------- | ----- |
|                         | Partido Social Democrata       | 4 568  | 35,62 / 100,00  | 3,22  |
|                         | Partido Socialista             | 3 910  | 30,49 / 100,00  | 2,20  |
|                         | Centro Democrático Social      | 1 874  | 14,61 / 100,00  | 2,38  |
|                         | Coligação Democrática Unitária | 1 299  | 10,13 / 100,00  | 4,00  |
|                         | Partido da Democracia Cristã   | 171    | 1,33 / 100,00   | 0,64  |
|                         | Outros (com menos de 1,00%)    | 502    | 3,92 / 100,00   |       |
| Votos Inválidos         | Votos Inválidos                | 501    | 3,91 / 100,00   | 0,45  |
| Total                   | Total                          | 12 825 | 100,00 / 100,00 |       |
| Eleitorado/Participação | Eleitorado/Participação        | 25 182 | 50,93 / 100,00  | 22,13 |

### Trancoso
| Partido                 | Partido                           | Votos  | %               | +/-   |
| ----------------------- | --------------------------------- | ------ | --------------- | ----- |
|                         | Partido Social Democrata          | 3 086  | 53,12 / 100,00  | 4,52  |
|                         | Centro Democrático Social         | 1 034  | 17,80 / 100,00  | 0,04  |
|                         | Partido Socialista                | 928    | 15,98 / 100,00  | 2,23  |
|                         | Partido Socialista Revolucionário | 145    | 2,50 / 100,00   | 2,18  |
|                         | Coligação Democrática Unitária    | 127    | 2,19 / 100,00   | 0,36  |
|                         | Partido da Democracia Cristã      | 77     | 1,33 / 100,00   | 0,12  |
|                         | Partido Popular Monárquico        | 58     | 1,00 / 100,00   | 0,05  |
|                         | Outros (com menos de 1,00%)       | 132    | 2,28 / 100,00   |       |
| Votos Inválidos         | Votos Inválidos                   | 222    | 3,82 / 100,00   | 0,08  |
| Total                   | Total                             | 5 809  | 100,00 / 100,00 |       |
| Eleitorado/Participação | Eleitorado/Participação           | 10 947 | 53,06 / 100,00  | 16,82 |

### Vila Nova de Foz Côa
| Partido                 | Partido                        | Votos | %               | +/-   |
| ----------------------- | ------------------------------ | ----- | --------------- | ----- |
|                         | Partido Social Democrata       | 1 862 | 41,44 / 100,00  | 11,68 |
|                         | Partido Socialista             | 1 074 | 23,90 / 100,00  | 5,06  |
|                         | Centro Democrático Social      | 861   | 19,16 / 100,00  | 2,51  |
|                         | Coligação Democrática Unitária | 192   | 4,27 / 100,00   | 0,78  |
|                         | Partido Popular Monárquico     | 70    | 1,56 / 100,00   | 0,51  |
|                         | Partido da Democracia Cristã   | 69    | 1,54 / 100,00   | 0,78  |
|                         | Outros (com menos de 1,00%)    | 169   | 3,77 / 100,00   |       |
| Votos Inválidos         | Votos Inválidos                | 196   | 4,36 / 100,00   | 0,68  |
| Total                   | Total                          | 4 493 | 100,00 / 100,00 |       |
| Eleitorado/Participação | Eleitorado/Participação        | 9 006 | 49,89 / 100,00  | 16,19 |